# PHW-Gruppe
Lohmann & Co. AG (PHW-Gruppe) er en tysk fjerkrævirksomhed, der producerer fjerkrækød og dyrefoder. PHW-Gruppe slagter årligt 350 mio. kyllinger. I 2021 havde de 10.580 ansatte og en samlet omsætning på 3,315 mia. euro.
Deres kendte varemærker er Wiesenhof og Bruzzzler .